# Great Guy
Great Guy is een Amerikaanse dramafilm uit 1936 met in de hoofdrol James Cagney. De film gaat over een Ierse handelaar die zich opzet tegen corruptie binnen zijn bedrijf. De film is gebaseerd op de Johnnie Cave-verhalen van James Edward Grant. De film bevindt zich momenteel in het publiek domein.

## Rolverdeling
| Acteur          | Personage                    |
| --------------- | ---------------------------- |
| James Cagney    | Johnny Cave                  |
| Mae Clarke      | Janet Henry                  |
| James Burke     | Patrick James Aloysius Haley |
| Edward Brophy   | Pete Reilly                  |
| Henry Kolker    | Abel Canning                 |
| Bernadene Hayes | Hazel Scott                  |
| Edward McNamara | Pat Hanlon                   |
| Robert Gleckler | Marty Cavanaugh              |
| Joe Sawyer      | Joe Burton                   |
| Edward Gargan   | Al                           |
| Matty Fain      | Tin                          |
| Mary Gordon     | Mrs. Ogilvie                 |
| Wallis Clark    | Joel Green                   |
| Douglas Wood    | burgemeester                 |